# Sergio Ahumada
Sergio Alberto Ahumada Bacho (Coquimbo, 2 de fevereiro de 1947) é um ex-futebolista chileno. Ele esteve presente na Copa do Mundo de 1974, sediada na Alemanha. Atuou em três jogos como titular e marcou um gol no segundo jogo na fase de grupos (primeira fase), no empate de 1 a 1 contra a Alemanha Oriental.